# マルク・カルプレス
マルク・マリ・ロベール・カルプレス（Mark Marie Robert Karpelès, 1985年6月1日 - ）はビットコインの取引所であるマウントゴックス（株式会社MTGOX、英語: Mt. Gox）のCEO。フランス出身で2009年に日本に移住。フランスとイスラエルの国籍を持つ。

## 略歴
ディジョン市郊外シュノーヴに生まれ、ディジョンで育った  。母親のアンヌは地質学者。シャティオン＝シュル＝マルヌ と  ドルマンのコレージュ(日本の小中学校に相当)で学んだのち、パリのリセ（高校）に進み、2003年卒業。アニメファンだったことから、2007年に1か月ほど日本に滞在し、2009年より日本在住。

### Webエンジニアとしてのキャリア
LinkedInによると2003年から2005年までLinux Cyberjoueurs社にてソフトウェア開発者とネットワーク管理者として働いていた経歴がある。

### ビットコイン消失事件
来日後の2009年、Tibanne社を設立。2011年にはマウントゴックスを買収して経営権を得た。マウントゴックスは、2013年4月には全世界のビットコインの取引量の約7割を取り扱う世界最大のビットコイン取引所となったが、同年11月にはマウントゴックスによるビットコインの払い戻しの遅延が報じられていた。2014年2月ビットコイン消失事件が発生し、マウントゴックスはビットコインの払い戻しを停止、その後民事再生法を申請し経営破綻した。
カルプレスは当初、消失事件について「ビットコインが盗まれた可能性が高い」と発言し自身の関与を否定していたが、2015年8月1日、自身の口座のデータを改竄し残高を水増しした疑いで警視庁に私電磁的記録不正作出・同供用容疑により逮捕され、同月21日、顧客からの預金を着服したとして業務上横領の容疑で再逮捕、起訴された。2016年7月14日、東京拘置所から保釈された。2017年7月11日、東京地裁で初公判が開かれカルプレス側は無罪を主張した。
2019年3月、東京地方裁判所は私電磁的記録不正作出・同供用罪で懲役2年6月、執行猶予4年の有罪、業務上横領については無罪とする判決を言い渡した。検察側は控訴せず、横領に関して無罪が確定した。2020年6月11日に東京高裁がカルプレスの控訴を棄却、2021年1月27日に最高裁がカルプレスの上告を棄却し、懲役2年6月、執行猶予4年が確定した。彼はこの判決に対して、「全面的に支持はしてないが、納得している」と発言をし、現在も日本に住んでいる。